# بارشن
بارشن (به فرانسوی: Barchain) یک کمون در فرانسه است که در Canton of Sarrebourg واقع شده‌است.

## خصوصیات
بارشن ۱٫۷ کیلومترمربع مساحت و ۱۰۸ نفر جمعیت دارد.